# عماد عبد الهادي
عماد عبد الهادي مخرج عراقي، مواليد عام 1949 في بغداد. ويُعدُّ شخصية فنية بارزة تحوّل من التصوير إلى الإخراج فكانت الانعطافة الأهم في حياته الفنية.

## مشواره المهني
أخرج عدة برامج ومسلسلات وأعمال تلفزيونية منها (حكاية لها وجهان) و(أحلى الكلام) و(الجرح) و(تمثيلية ثابت أفندي) و(أشهى الموائد في مدينة القواعد) و(رائحة القهوة) و(صفر زايد صفر ناقص) و(قيس ولبنى ) و(النهاية).
توفي 19 أيلول/سبتمبر عام 2013 بعد صراع مع المرض عن عمر ناهز 64 عامًا في الولايات المتحدة الأميركية، ونُقل جثمانه من ولاية ديترويت الأميركية التي كان يعيش فيها سنواته الأخيرة.

## من أعماله
- مسلسل أشهى الموائد في مدينة القواعد 1999 - (مخرج)
- مسلسل صفر زائد صفر ناقص 1995 (مخرج)
- مسلسل الجرح 1993 - (إخراج)
- مسلسل حكايات الايام العصيبة 1988 (مخرج منفذ )
- مسلسل أحلى الكلام 1986 - (مخرج )
- تمثيلية رائحة القهوة 1986 - (مخرج)
- تمثيلية الأطباء 1985 - (مخرج)
- تمثيلية أيام الإجازة 1985 - (مخرج)
- تمثيلية ثابت أفندي 1983- (مخرج)